# 투르크멘긴귀박쥐
투르크멘긴귀박쥐(Plecotus turkmenicus)는 애기박쥐과에 속하는 박쥐의 일종이다.

## 특징
다른 종들과 달리 등 뒤쪽에 털이 없이 흰 피부가 드러난 부분이 있다. 두개골은 크고, 이빨은 강하며 앞팔과 발톱 그리고 몸이 길다. 몸 대부분의 털은 가늘고 희미한 색을 띠지만, 입은 갈색이고, 안쪽 털은 검거나 희고, 갈색, 노랑 부분으로 이루어져 있다. 귀와 날개 그리고 비막(뒷 다리 사이의 얇은 막)은 가늘고 투명하게 보인다.

## 분포
투르크메니스탄 서부와 카자흐스탄의 사막 지역에서 발견된다. 원래는 회색긴귀박쥐(P. austriacus)의 아종으로 간주되었지만, 나중에 별도의 종으로 분리되었다.